# Muzikaal eerbetoon
Een muzikaal eerbetoon is een huldeblijk in de vorm van muziek die vooral bij plechtigheden plaatsvindt.
Een oude vorm is klaroengeschal bij het binnenkomen van een vorst. Ook het luiden van de klokken bij de aankomst van een vorst of belangrijk persoon is een vorm van muzikaal eerbetoon.
Binnen de krijgsmachten is het muzikaal eerbetoon streng gereglementeerd. Men kent de volgende muzikale eerbetonen:
- Het spelen van het volkslied. Men maakt verschil in het aantal maten dat een persoon toekomt.
- Het spelen of zingen van een bijzonder muziekstuk zoals
  - de hymne Hail to the Chief (voor de president van de Verenigde Staten)
  - de hymne Hail, Columbia (voor de vicepresident van de Verenigde Staten)
  - de Mars van de jonge Prins van Friesland (burgerlijke en militaire autoriteiten in Nederland)
- Het binnenfluiten op het dek van een oorlogsschip
- Een plechtige intrada (koningin Beatrix heeft in 1980 een intrada laten componeren)
- De presenteermars
- De defileermars
- Het saluut
- Tromgeroffel
- Taptoe (vooral in de Bondsrepubliek Duitsland, waar de krijgsmacht een "Großer Zapfenstreich" organiseert bij een afscheid[1])
- Hoorngeschal
- Reveille
- Dodenmars
- Fanfare
- Ereroffels

Daarnaast zijn er de saluutschoten.
Een bijzondere vorm van hoorbaar eerbetoon is ook het gezamenlijk "hoera" roepen door de manschappen.
Het Nederlandse ministerie van Defensie geeft gedetailleerde en precieze instructies over muzikaal eerbetoon, de twee Nederlandse presenteermarsen en de defileermarsen. De instructie om alleen in tegenwoordigheid van staatshoofden en de Nederlandse koning zelf het Wilhelmus te spelen en bij lagere autoriteiten de Mars van de jonge Prins van Friesland ten gehore te brengen, heeft in 2004 tot discussie in de pers geleid.
De Amerikaanse president wordt met vier "ruffles and flourishes" op respectievelijk trommels en trompetten (bugels) begroet alvorens men het Hail to the Chief inzet. Eenzelfde eerbetoon gaat vooraf aan Hail, Columbia wanneer het voor de vicepresident wordt gespeeld. Lagere autoriteiten krijgen drie-, twee- of eenmaal tromgeroffel en trompetgeschal.